# Pallacanestro Brindisi 1986-1987
La Pallacanestro Brindisi 1986-1987, sponsorizzata Ifil prende parte al campionato italiano di Serie B Eccellenza pallacanestro. Sedici squadre in un girone unico nazionale. La Pallacanestro Brindisi con 18V e 12P, 2683 p realizzati e 2571 subiti, giunge 4ª.

## Storia
Con la retrocessione nei dilettanti ritorna a giocare nella Pallacanestro Brindisi Claudio Malagoli, che nel frattempo era tornato a Brindisi nelle file della Buen Cafè, sempre dalla Buen Cafè viene acquistato l'ala Fabio Cecchetti, a questi vengono aggregati dal Mulat Napoli l'ala pivot Eugenio Masolo, il giovane pivot Luca Marras dalla Scavolini Pesaro, dalla Molisana Campobasso il play Sergio Mastroianni di proprietà della Mobilgirgi Caserta, dalla Poiatti Trapani la guardia Maurizio Biondi in cambio dell'ala Marco Martin, dalla Fuji Marsala scambio di pivot con Amedeo Corbi al posto di Giuseppe Cavaliere a completare il roster il play Maurizio Lo Russo dal Basket Corato. Sul fronte cessioni Paolo Cocchia ritorna alla Mens Sana Siena, Giulio Dordei al Grifone Perugia, Alessandro Caruso alla Scandone Avellino, Mauro Procaccini alla Pepper Mestre e l'affermato Giuseppe Natali alla Scavolini Pesaro in cambio di una cifra considerevole. Dopo appena tre giornate dall'inizio del campionato il coach Giovanni Rubino viene avvicendato con Elio Pentassuglia. Miglior marcatore della stagione è Claudio Malagoli con 774 punti in 29 partite, seguito da Sergio Mastroianni con 506 punti e Maurizio Biondi con 390 p.

## Roster
| Pallacanestro Brindisi 1986/1987 | Pallacanestro Brindisi 1986/1987 |
| Giocatori                        | Staff tecnico                    |
| -------------------------------- | -------------------------------- |

| N. | Naz.              | Ruolo | Nome                | Anno | Alt.   | Peso |  |
| -- | ----------------- | ----- | ------------------- | ---- | ------ | ---- |  |
|    | Italia (bandiera) | P     | Maurizio Lo Russo   | 1963 | 179 cm |      |  |
|    | Italia (bandiera) | P     | Sergio Mastroianni  | 1965 | 183 cm |      |  |
|    | Italia (bandiera) | G     | Maurizio Biondi     | 1962 | 194 cm |      |  |
|    | Italia (bandiera) | G     | Walter Sirena       | 1968 | 190 cm |      |  |
|    | Italia (bandiera) | A     | Claudio Malagoli () | 1951 | 202 cm |      |  |
|    | Italia (bandiera) | A     | Rocco Casalvieri    | 1965 | 201 cm |      |  |
|    | Italia (bandiera) | AG    | Luca Marras         | 1967 | 202 cm |      |  |
|    | Italia (bandiera) | AG    | Amedeo Corbi        | 1958 | 202 cm |      |  |
|    | Italia (bandiera) | AG    | Eugenio Masolo      | 1958 | 204 cm |      |  |
|    | Italia (bandiera) | AG    | Stefano Lamonica    | 1969 | 198 cm |      |  |
|    | Italia (bandiera) | C     | Fabio Cecchetti     | 1961 | 204 cm |      |  |
|    | Italia (bandiera) | C     | Michele Quaranta    | 1968 | 205 cm |      |  |

| Allenatore                                               |
| - Giovanni Rubino, Elio Pentassuglia dal 14 ottobre 1986 |
| Assistente/i                                             |
| - Teodoro Arigliano Legenda - (C) Capitano               |

## Risultati
| Arbitri: | Zancanella (Este) Testolin (Padova) |

|                                           |       |                                  |
| Castellano 36, Iardella 25, Quagliatti 11 | Punti | Malagoli 23, Corbi 16, Biondi 11 |

| Arbitri: | Maddaloni (Napoli) Pierri (Napoli) |

|                                  |       |                                     |
| Malagoli 33, Biondi 15, Corbi 12 | Punti | Maspero 25, Cenisio 16, Battisti 13 |

| Arbitri: | Origlia (Limone) Buccella (Varese) |

|                                  |       |                                      |
| Fabris 45, Davitti 25, Biaggi 13 | Punti | Biondi 21, Mastroianni 20, Masolo 17 |

| Arbitri: | Fabretti (Bologna) Pironi (Ravenna) |

|                                        |       |                                             |
| Malagoli 26, Mastroianni 20, Masolo 14 | Punti | Della Fiori 19, Cappelletti 17, Hotteyan 16 |

| Arbitri: | Manoguerra (La Spezia) Carpineta (Milano) |

|                                |       |                                        |
| Lusuardi 18, Coin 15, Verta 12 | Punti | Malagoli 25, Mastroianni 21, Masolo 16 |

| Arbitri: | Attardi (Siracusa) Chilà (Reggio Calabria) |

|                                  |       |                                        |
| Boni 28, Niccolai 26, Maguolo 24 | Punti | Malagoli 42, Mastroianni 21, Biondi 19 |

| Arbitri: | Zancanelli (Este) Munerin (Venezia) |

|                                   |       |                              |
| Malagoli 31, Biondi 18, Masolo 13 | Punti | Natalini 31, Pepe 18, Lot 12 |

| Arbitri: | Buccelli (Varese) Succagni (Treviso) |

|                              |       |                                      |
| Lai 22, Turella 15, Serra 15 | Punti | Masolo 22, Biondi 19, Mastroianni 18 |

| Arbitri: | Piezzi (Napoli) Colucci (Napoli) |

|                                        |       |                                   |
| Malagoli 26, Mastroianni 19, Biondi 13 | Punti | Pagani 17, Fabiani 15, Facchin 12 |

| Arbitri: | Singorame (Busto Arsizio) Dasiani (Milano) |

|                                         |       |                                   |
| Dalle Vedove 25, Visigalli 22, Reale 18 | Punti | Malagoli 27, Biondi 20, Masolo 15 |

| Arbitri: | Nania (Livorno) Cutufà (Livorno) |

|                                        |       |                                            |
| Malagoli 36, Biondi 16, Mastroianni 12 | Punti | Dell'Innocenti 14, Mazzoleni 14, Pirisi 14 |

| Arbitri: | Mongiovi (Palermo) Di Leo (Palermo) |

|                                             |       |                                  |
| Prosperi 12, Degli Innocenti 12, Carrara 11 | Punti | Masolo 19, Corbi 10, Malagoli 10 |

| Arbitri: | Zucchelli (Chieti) Pensarini (Chieti) |

|                                        |       |                                    |
| Malagoli 13, Biondi 12, Mastroianni 12 | Punti | Di Donna 18, Ungaro 16, Caramia 10 |

| Arbitri: | Bagnoli (Forlì) Beganutti (Udine) |

|                                     |       |                                      |
| De Stasio 15, Coppari 15, Martin 13 | Punti | Malagoli 23, Biondi 14, Cecchetti 14 |

| Arbitri: | Testolin (Padova) Munerin (Venezia) |

|                                       |       |                                      |
| Corbi 21, Malagoli 19, Mastroianni 17 | Punti | Pezzoli 17, Bodini 14, Cortinovis 12 |

| Arbitri: | Colucci (Napoli) Piezzi (Napoli) |

|                                   |       |                                          |
| Masolo 23, Malagoli 23, Biondi 16 | Punti | Castellano 34, Quagliatti 17, Rossetti 8 |

| Arbitri: | Facchini (Massa Lombarda) Guerrini (Lugo) |

|                                  |       |                                        |
| Lana 17, Maspero 17, Battisti 14 | Punti | Malagoli 29, Mastroianni 23, Masolo 11 |

| Arbitri: | Rudellat (Nuoro) Chilà (Reggio Calabria) |

|                                        |       |                                  |
| Malagoli 36, Mastroianni 19, Masolo 14 | Punti | Daviddi 24, Giorgi 22, Biaggi 14 |

| Arbitri: | Campera (Genova) Manuguerra (La Spezia) |

|                                             |       |                                     |
| Della Fiori 36, Hotteyan 22, Cappelletti 12 | Punti | Mastroianni 26, Biondi 16, Corbi 12 |

| Arbitri: | Desiari (Milano) Borroni (Milano) |

|                                        |       |                                   |
| Malagoli 35, Mastroianni 13, Masolo 10 | Punti | Panzini 24, Petta 24, Lusuardi 11 |

| Arbitri: | Zancanella (Este) Testolin (Padova) |

|                                        |       |                                  |
| Malagoli 45, Mastroianni 25, Masolo 14 | Punti | Maguolo 20, Boni 18, Niccolai 15 |

| Perugia 1 marzo 1987 22ª giornata                                                              | Perugia Basket | 96 – 93 (47-47)                  | Pall. Brindisi |  |
| \| \| \| \| \| Pepe 26, Dordei, 20, Barraco 12 \| Punti \| Malagoli 31, Biondi 17, Corbi 14 \| |                |                                  |                |  |
|                                                                                                |                |                                  |                |  |
| Pepe 26, Dordei, 20, Barraco 12                                                                | Punti          | Malagoli 31, Biondi 17, Corbi 14 |                |  |

| Brindisi 26 marzo (recupero) 1987 23ª giornata                                                     | Pall. Brindisi | 78 – 68 (39-47)               | Esperia Cagliari |  |
| \| \| \| \| \| Malagoli 20, Masolo 18, Mastroianni 17 \| Punti \| Goti 22, Turella 11, Spinas 8 \| |                |                               |                  |  |
| |                |                               |                  |  |
| Malagoli 20, Masolo 18, Mastroianni 17                                                             | Punti          | Goti 22, Turella 11, Spinas 8 |                  |  |

| Arbitri: | Pazzagli (Pesaro) Morisco (Pesaro) |

|                                     |       |                                        |
| Mallamace 17, Facchin 15, Pagani 13 | Punti | Malagoli 20, Mastroianni 20, Biondi 10 |

| Arbitri: | Montemurro (Matera) Manoguerra (La Spezia) |

|                                   |       |                                   |
| Malagoli 31, Biondi 21, Masolo 16 | Punti | Savio 29, Marella 27, Visigalli 9 |

| Arbitri: | Taziali (Milano) Borroni (Milano) |

|                                    |       |                                        |
| Longo 25, Mazzoleni 22, Mossali 12 | Punti | Malagoli 21, Mastroianni 17, Masolo 14 |

| Arbitri: | Salmoiraghi (Castellanza) Buccella (Varese) |

|                                        |       |                                     |
| Malagoli 26, Mastroianni 24, Masolo 19 | Punti | Valente 16, Carraro 15, Prosperi 15 |

| Arbitri: | Nania (Livorno) Kutofa (Livorno) |

|                                    |       |                                            |
| Santoro 21, Guzzone 13, Panella 13 | Punti | Malagoli 38, Mastroianni 28, Casalvieri 15 |

| Arbitri: | Chilà (Reggio Calabria) Guerin (Lugo) |

|                                          |       |                                      |
| Malagoli 34, Casalvieri 16, Cecchetti 12 | Punti | Martin 20, Mannella 13, De Stasio 13 |

| Arbitri: | Gatta (Reggio Emilia) Volpe (Reggio Emilia) |

|                                       |       |                                        |
| Tagni A. 37, Livella 21, Bertoglio 16 | Punti | Mastroianni 29, Malagoli 21, Biondi 20 |

### Statistiche di squadra
| Competizione       | Punti | In casa | In casa | In casa | In casa | In casa | In trasferta | In trasferta | In trasferta | In trasferta | In trasferta | Totale | Totale | Totale | Totale | Totale | Totale |
| Competizione       | Punti | G       | V       | P       | PF      | PS      | G            | V            | P            | PF           | PS           | G      | V      | P      | PF     | PS     | DIF    |
| ------------------ | ----- | ------- | ------- | ------- | ------- | ------- | ------------ | ------------ | ------------ | ------------ | ------------ | ------ | ------ | ------ | ------ | ------ | ------ |
| Serie B Eccellenza | 36    | 15      | 12      | 3       | 1361    | 1190    | 15           | 6            | 9            | 1322         | 1381         | 30     | 18     | 12     | 2683   | 2571   | +112   |

| Giocatore      | Generali | Generali | Generali | Generali | Falli | Falli | Tiri liberi | Tiri liberi | Tiri liberi | Tiri da due | Tiri da due | Tiri da due | Tiri da tre | Tiri da tre | Tiri da tre | Tiri Totale | Tiri Totale | Tiri Totale | Rimbalzi | Rimbalzi | Rimbalzi | Palle | Palle | Stoppate | Stoppate | Val    | Medie | Medie |
| Giocatore      | PG       | PTI      | MIN      | AS       | FF    | FS    | Rea         | Ten         | %           | Rea         | Ten         | %           | Rea         | Ten         | %           | Rea         | Ten         | %           | Dif      | Off      | Tot      | Per   | Rec   | Dat      | Sub      | Totale | Pun   | Val   |
| -------------- | -------- | -------- | -------- | -------- | ----- | ----- | ----------- | ----------- | ----------- | ----------- | ----------- | ----------- | ----------- | ----------- | ----------- | ----------- | ----------- | ----------- | -------- | -------- | -------- | ----- | ----- | -------- | -------- | ------ | ----- | ----- |
| TOTALE SQUADRA | 30       | 2683     | 6025     | 216      |       |       | 532         | 733         | 72,6        | 953         | 1735        | 54,9        | 84          | 199         | 42,2        | 1037        | 1934        | 53,6        | 663      | 289      | 952      | 452   | 306   |          |          |        | 92,5  |       |

## Fonti
- La Gazzetta del Mezzogiorno edizione 1986-87
- Guida ai campionati di basket edizione 1988